# Fuentesecas
Fuentesecas település Spanyolországban,  Zamora tartományban. Fuentesecas Villalube, Malva, Abezames, Pozoantiguo és Matilla la Seca községekkel határos. Lakosainak száma 44 fő (2024).

## Népesség
A település népessége az utóbbi években az alábbiak szerint változott:
| Lakosok száma | 86   | 86   | 80   | 74   | 72   | 65   | 51   | 50   | 48   | 44   |
|               | 2001 | 2004 | 2007 | 2009 | 2012 | 2014 | 2017 | 2019 | 2022 | 2024 |